# Walter Hendl
Walter Hendl (12 de janeiro de 1917 - 10 de abril de 2007) foi um compositor, pianista e maestro estadunidense.

## Biografia
Hendl nasceu em Nova Iorque do Oeste, Nova Jersey. Estudou inicialmente com Fritz Reiner no Instituto Curtis na Filadélfia. De 1939 até 1941 ele lecionou na Faculdade Sarah Lawrence em Nova Iorque. Em 1941 e 1942 ele foi pianista e maestro do Centro de Musica de Berkshire com Serge Koussevitzky. Em 1945 ele se tornou o maestro associado da Filarmônica de Nova Iorque. Em 1949 ele foi apontado como diretor musical da Orquestra Sinfônica de Dallas e ficou neste cargo até 1958. Em 1953 ele tornou-se diretor musical da Orquestra Sinfônica Chautauqua, ficou na orquestra até 1972. Ele também foi ativo na Orquestra Sinfônica do Ar e a regeu na turnê de 1955 no leste da Ásia.
Em 1958, Reiner nomeou Hendl como maestro associado da Orquestra Sinfônica de Chicago e ele serviu neste posto até 1963. Neste mesmo período ele foi o primeiro diretor artístico do Festival de Ravínia, serviu lá de 1959 até 1963. De 1964 até 1972, Hendl serviu como diretor da Escola de Música Eastman em Rochester, Nova Iorque e também como músico conselheiro da Orquestra Filarmônica de Rochester.
Em 1976 Hendl foi apontado como diretor musical da Filarmônica Erie em Erie, Pennsylvania. Em 1990 ele se tornou professor de regência na Faculdade Mercyhurst em Erie. Um grande defensor da música contemporânea, ele conduziu as estreias da Sinfonia nº 3 de Peter Mennin com a Filarmônica de Nova Iorque em 1947, Concerto para Piano nº 3 de Bohuslav Martinu com a Orquestra Sinfônica de Dallas em 1949, Concerto para Violoncelo n º2 de Villa-Lobos com a Orquestra Filarmônica de Nova Iorque em 1954 e o Réquiem de Kabalevsky em 1965.
Hendl morreu na Pensilvânia.